# Аркуші Зигальського

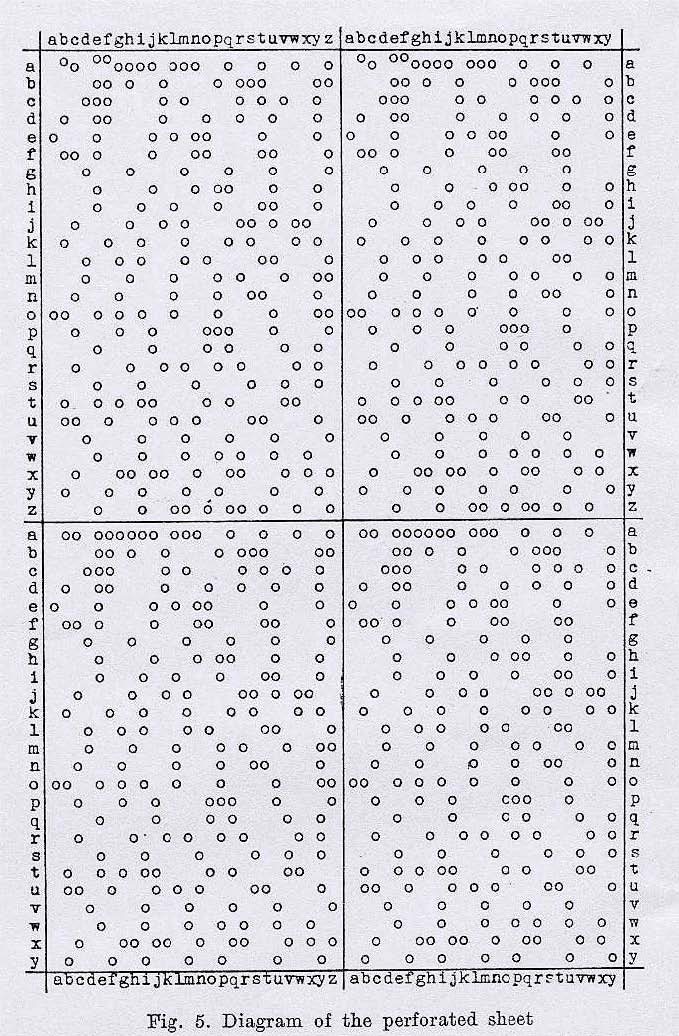
Аркуш Зигальського

Метод аркушів Зигальського був криптографічною технікою, яка використовувалася польським Бюро шифрів до і під час Другої світової війни, а також під час війни британськими криптологами в Блетчлі-парк, для розшифровки повідомлень, зашифрованих на німецьких машинах Enigma.
Апарат аркушів Зигальського бере свою назву від математика-криптографа польського Бюро шифрів Генріка Зигальського, який винайшов його в жовтні 1938 року.

## Метод

### Будова Енігми
Як і інші роторні машини, Енігма складалася з комбінації механічних і електричних систем. Механічна частина включала в себе клавіатуру, набір обертових дисків (роторів), які були розташовані вздовж валу і прилягали до нього, та ступеневого механізму, котрий рухав один або більше роторів при кожному натисканні клавіші.
Конкретний механізм роботи міг бути різним, але загальний принцип був такий: при кожному натисканні клавіші правий ротор зсувається на одну позицію, а при певних умовах зсуваються і інші ротори. Рух роторів призводить до різних криптографічних перетворень при кожному наступному натисканні клавіші на клавіатурі.
Механічні частини рухалися, замикаючи контакти і утворюючи змінний електричний контур (тобто, фактично, сам процес шифрування букв реалізовувався електрично). При натисканні клавіші клавіатури контур замикався, струм проходив через різні ланцюги і в підсумку включав одну з набору лампочок, вказуючи на потрібну букву коду (наприклад: при шифровці повідомлення, що починається з ANX..., оператор спочатку натискав кнопку A — спалахувала лампочка Z — тобто Z і ставала першою літерою криптограми; далі оператор натискав N і продовжував шифрування таким же чином далі).

### Параметри роторів
Для безпеки кожне повідомлення, яке посилалося Енігмою, було зашифровано при різних початкових установках трьох роторів, котрі обирав оператор. Це позначалося «повідомлення налаштувань» і було завдовжки 3 символи. Для сполучення цих параметрів оператору який приймає, відправляючий оператор починав кожне повідомлення, надсилаючи повідомлення налаштувань в завуальованій формі — шестизнаковый «індикатор». Індикатор був сформований за допомогою Енігми з роторами, встановленим у положення, що відповідає поточним денним налаштуванням, позначеним «головними параметрами», загальними для всіх операторів.
Наприклад, припустимо оператор вибрав для повідомлення «повідомлення налаштувань» KYG. Спочатку оператор повинен виставити ротори Енігми згідно з «головними параметрами», які можуть бути цього дня, наприклад, GBL, а потім зашифрувати повідомлення налаштувань на Енігмі «двічі»; тобто оператор повинен ввести KYGKYG (у результаті може вийти щось на зразок QZKBLX). Потім оператор повинен переставити ротори в положення KYG і зашифрувати саме повідомлення. Приймаючий оператор повинен застосувати зворотний процес для розшифровки повідомлення налаштувань, а потім самого повідомлення. Повторення повідомлення налаштувань мабуть призначалося для перевірки на наявність помилок для виявлення спотворень, але воно мало непередбачений наслідок — значне ослаблення шифру.

### Уразливість
Використання при передачі ключа два рази спричинило за собою виникнення так званих «female» пар: іноді (приблизно в 1 повідомленні з 8) одна з повторюваних літер в повідомленні налаштувань зашифровувалась в однакові букви.
Тільки обмежена кількість налаштувань шифрувального пристрою могли забезпечити виникнення female пар. Якщо, наприклад, перші шість букв зашифрованого повідомлення SZVSIK, це називалося 1-4 female парою; якщо WHOEHS, 2-5 парою; і якщо ASWCRW, 3-6 парою. Метод був названий Netz (нім. Netzverfahren, «метод») або метод аркушів Зигальського, оскільки в ньому використовувалися перфоровані листи, які він розробив. Для успішного завершення вимагалося 10 female пар з повідомлень одного дня.
У пристрій Зигальського входили 26 перфорованих листів для кожної з 6  первісно можливих послідовностей вставки 3 роторів в Енігму. Кожен лист був прив'язаний до початкової позиції лівого (самого повільно-рухомого) ротора.
Матриця 26 х 26 давала всі 676 можливих позицій лівого і середнього роторів і була дубльована по горизонталі і вертикалі a-z, a-y. Листи були перфоровані таким чином, щоб допустити можливість виникнення «female» пар. Рядки представляли позиції середнього ротора, стовпці — позиції повільного ротора. Якщо female пара була можлива при будь-яких позиціях роторів (наприклад найповільніший ротор на букві «А», центральний ротор на букві «М», швидкий ротор на буквою «R»), на перетині з допомогою бритвеного леза робився отвір.

Польський математик-шифрувальник Маріан Реєвський описав, як працює пристрій на перфорованих аркушах:
Коли аркуші були накладені і рухалися в правильній послідовності і належним чином по відношенню один до одного, у відповідності зі строго певною програмою, кількість видимих отворів поступово знижувалася. І, якщо було доступно достатня кількість даних, зрештою залишався один отвір, який ймовірно, відповідає правильному варіанту, тобто рішенням. З позиції отвору можна обчислити порядок роторів, налаштування їх кілець, і, порівнюючи букви шифру з буквами в машині, так само переміщення S, іншими словами, весь ключ шифру.
Як і метод «картотеки», отриманої з допомогою «циклометра» Реевского, метод аркушів Зигальського не залежить від кількості з'єднань комутаційної панелі Енігми.

## Виробництво

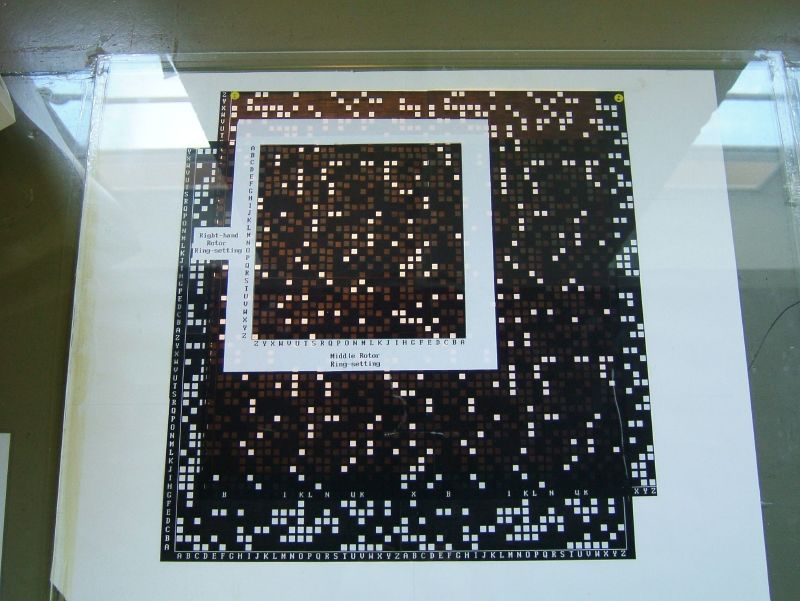
Демонстрація двох перфорованих аркушів в музеї Блетчлі-парку

Ручне виробництво аркушів в Бюро шифрів, яке, з міркувань безпеки, виконувалося криптологами самостійно, за допомогою лез, вимагало дуже багато часу. До 13 грудня 1938 року була виконана лише 1/3 роботи.
Цього дня німці ввели 4 і 5 ротори, збільшивши потрібну кількість аркушів у 10 разів (60, тепер можливих послідовностей в Енігмі, замість 6).
25 липня 1939 р. за п'ять тижнів до початку Другої світової війни Бюро шифрів розкрило перед своїми англійськими і французькими союзниками у Варшаві свої досягнення в злому шифрів Енігми. Серед розкритих був і метод перфорованих аркушів Зигальського.
Британці, в Блетчлі-парку, недалеко від Лондона, організували виробництво двох повних наборів аркушів. Робота проводилася за допомогою перфораторів у відділі, очолюваному Джоном Р. Ф. Джефрісом
Перший набір був готовий наприкінці грудня 1939 року. 28 грудня частина другого набору була доставлена польським криптологам, які до того часу втекли з захопленій німцями Польщі до Франції (кодове ім'я центру PC Bruno), недалеко від Парижа. Аркущі, що залишилися були зроблені 7 січня 1940 року і доправлені до Франції Аланом Тюрінгом незабаром після цього. «З їх допомогою, — пише Маріан Реєвський, — ми продовжили злом ключів Енігми» Аркуші були використані поляками для першої розшифровки повідомлення Енігми у воєнний час 17 січня 1940 року.
У травні 1940-го німці відмовилися від використання повідомлення налаштувань двічі. Для кожного повідомлення оператор вибирав випадкову стартову позицію роторів, наприклад WZA, і випадкове повідомлення налаштувань, наприклад SXT. Він виставляв ротори в положення WZA й зашифровував ключ SXT. Припустимо, що результат був UHL. Потім він виставляв ротори в положення SXT й зашифровував повідомлення. Потім він передавав стартову позицію WZA, зашифрований ключ UHL і зашифрований текст адресату. Одержувач повідомлення виставляв ротори в позицію WZA, щоб отримати повідомлення налаштувань SXT, а потім з його допомогою розшифровував повідомлення. Після цього аркуші Зигальського виявилися марними.

## Статті по темі
- Енігма
  - «Бюро шифрів»
  - Генріх Зигальський
  - Єжи Рожицький
  - Маріан Реєвський
  - Блетчлі-парк

## Додаткові посилання
- Javascript демонстрація листів Зигальского [Архівовано 14 квітня 2016 у Wayback Machine.]
- «Polish Enigma Double» [Архівовано 12 березня 2007 у Wayback Machine.]
- About the Enigma (National Security Agency) [Архівовано 16 січня 2006 у Wayback Machine.]
- «The Enigma Code Breach» by Jan Bury
- The «Enigma» and the Intelligence [Архівовано 11 липня 2007 у Wayback Machine.]
- www.enigmahistory.org
- «Codebreaking and Secret Weapons in World War II» By Bill Momsen
- A Brief History of Computing Technology, 1930 to 1939